# جورج سورا
جورج بيير سورا رسام ومصور فرنسي من كبار الفنانين المبدعين، ولد في 2 ديسمبر 1859 وتوفي في 29 مارس 1891 في باريس التي عاش فيها مع والدته وأخيه وأخته إبان كومونة باريس عام 1871. وهو من مؤسسي الحركة الانطباعية الجديدة (بالفرنسية: Néo-Impressionniste)‏ (بالإنجليزية: Neo-impressionism)‏ في أواخر القرن التاسع عشر، إذ استطاع بتقنيته وأسلوبه المعروف بالتنقيطية (بالإنجليزية: Pointillism)‏ تصوير الضوء وانعكاساته باستعمال لطخات صغيرة متضادة الألوان، فأبدع في استعمال هذه التقانة بتوليفاتها الضخمة ولطخات الألون الصافية المنفصلة عن بعضها، والتي يصعب على المشاهد تمييزها إن لم ينظر عن بعد إلى كامل العمل الفني نظرة شاملة.

## المعرض

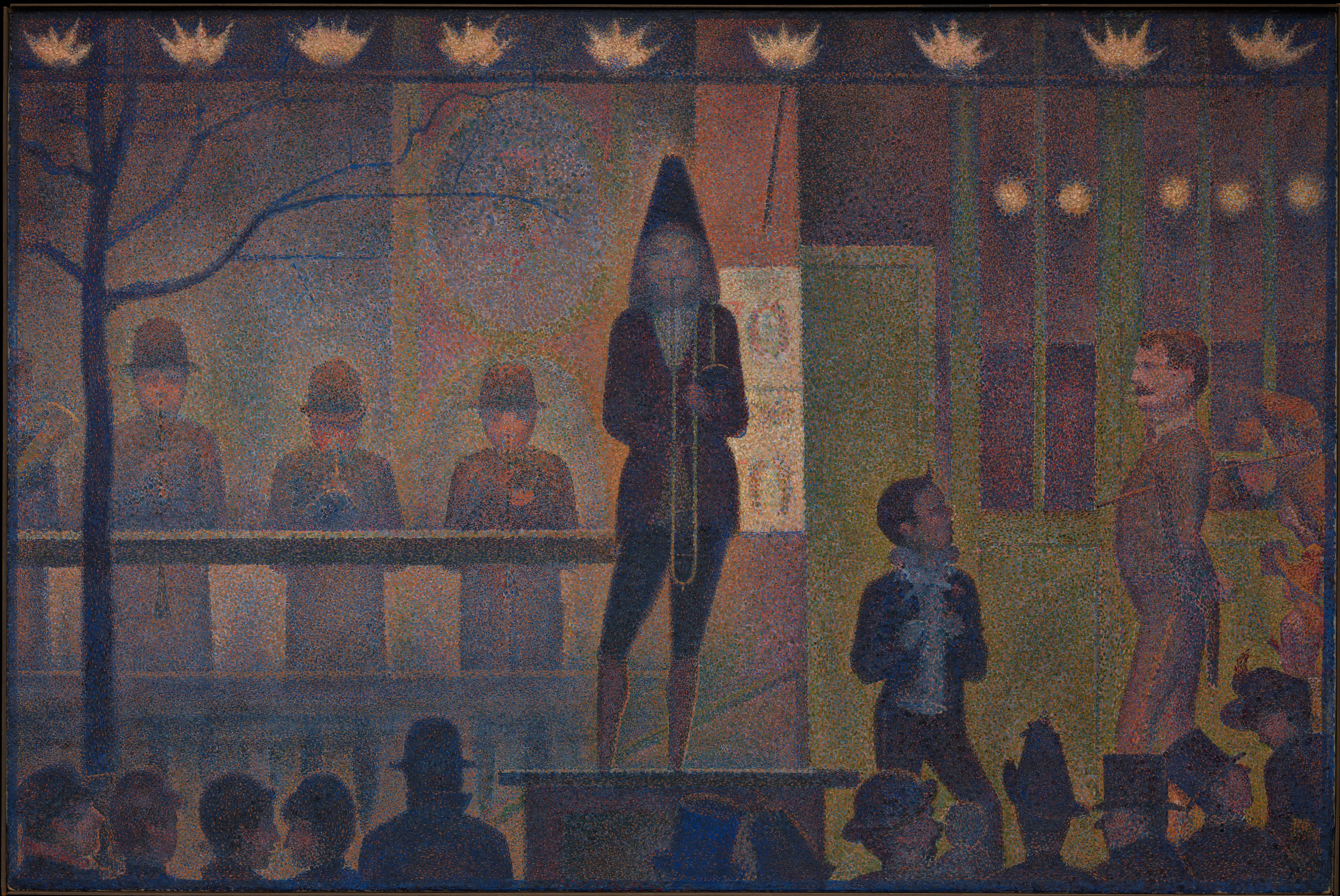
Parade de cirque
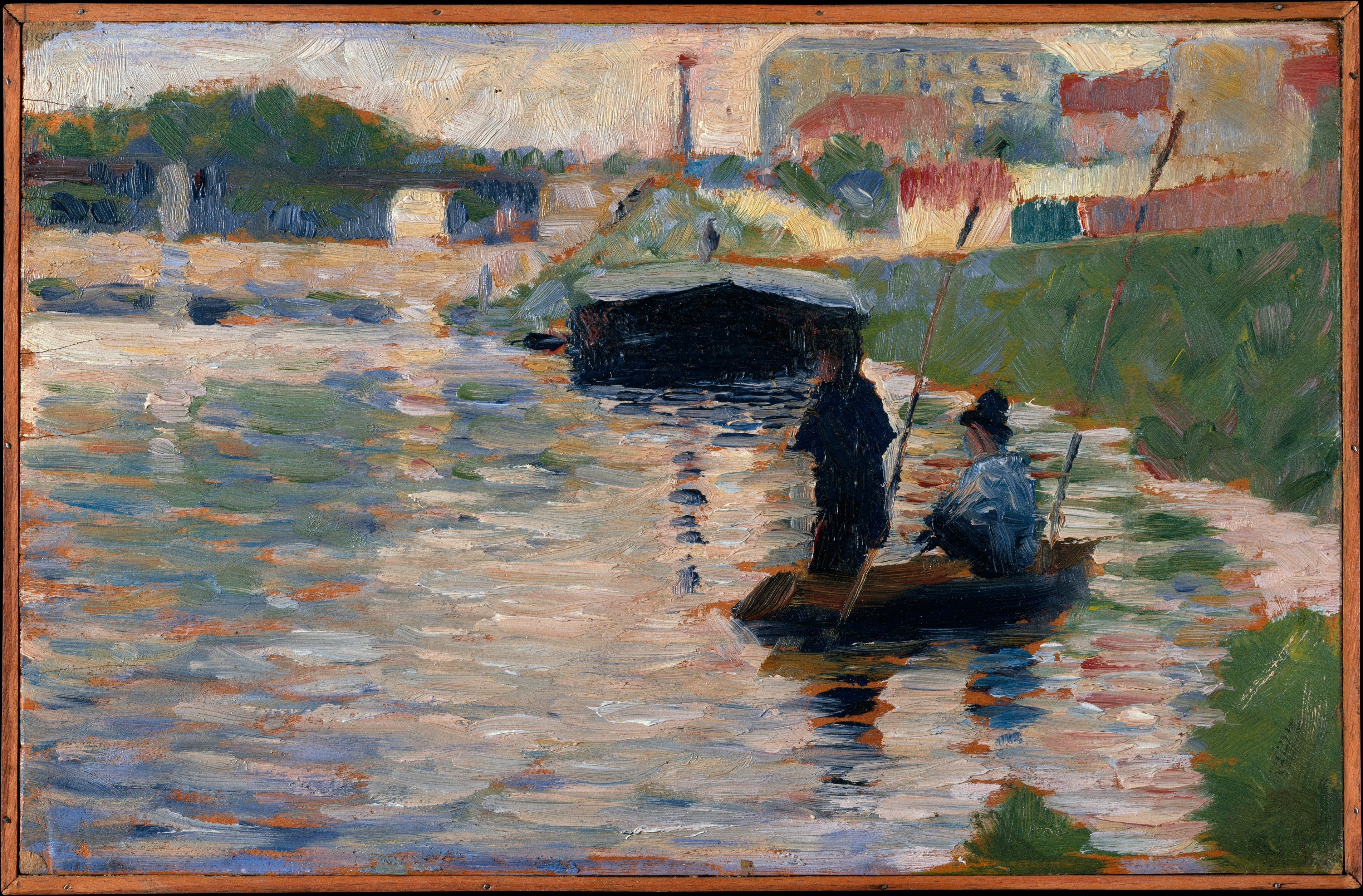
View of the Seine
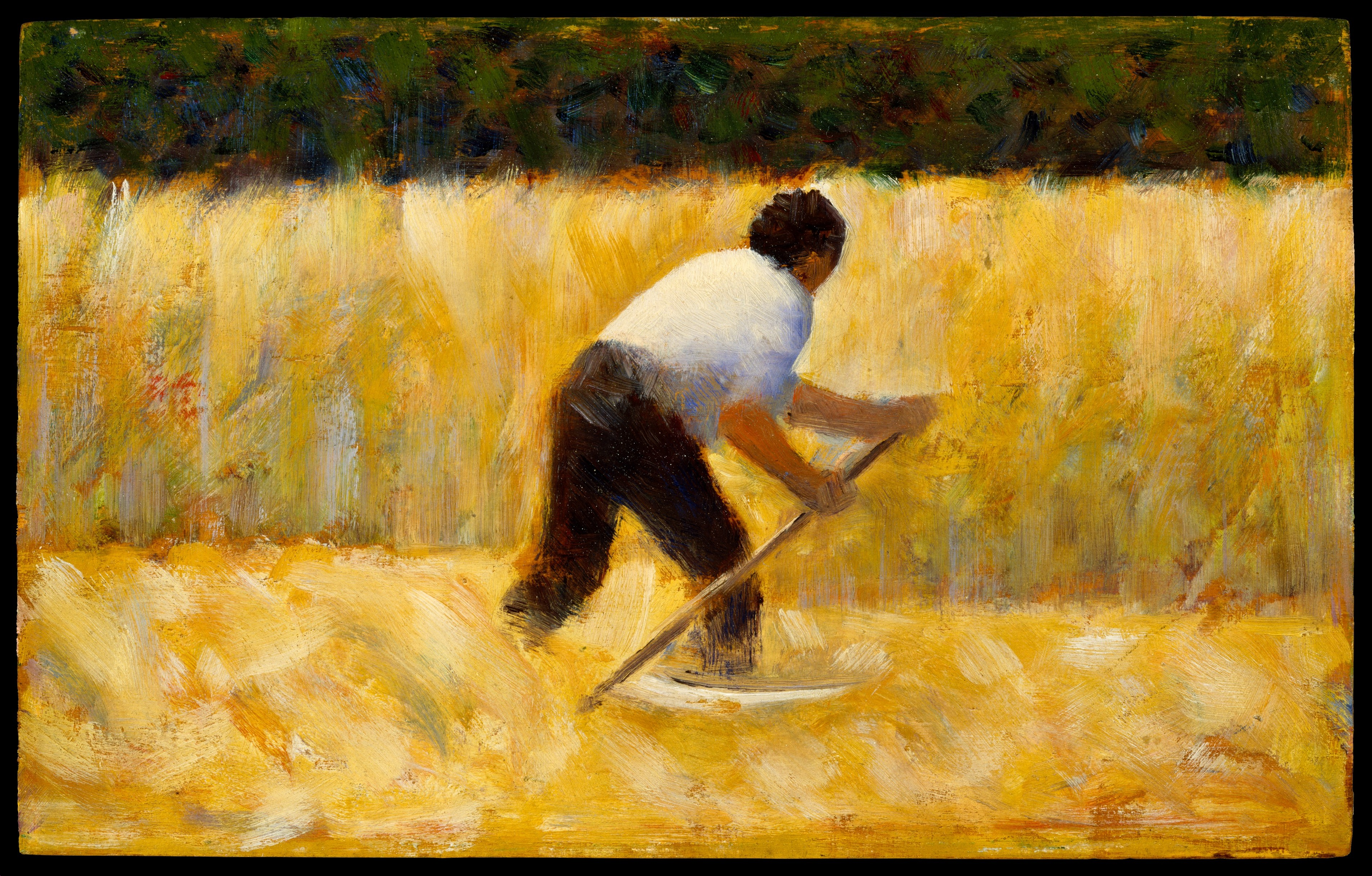
The Mower
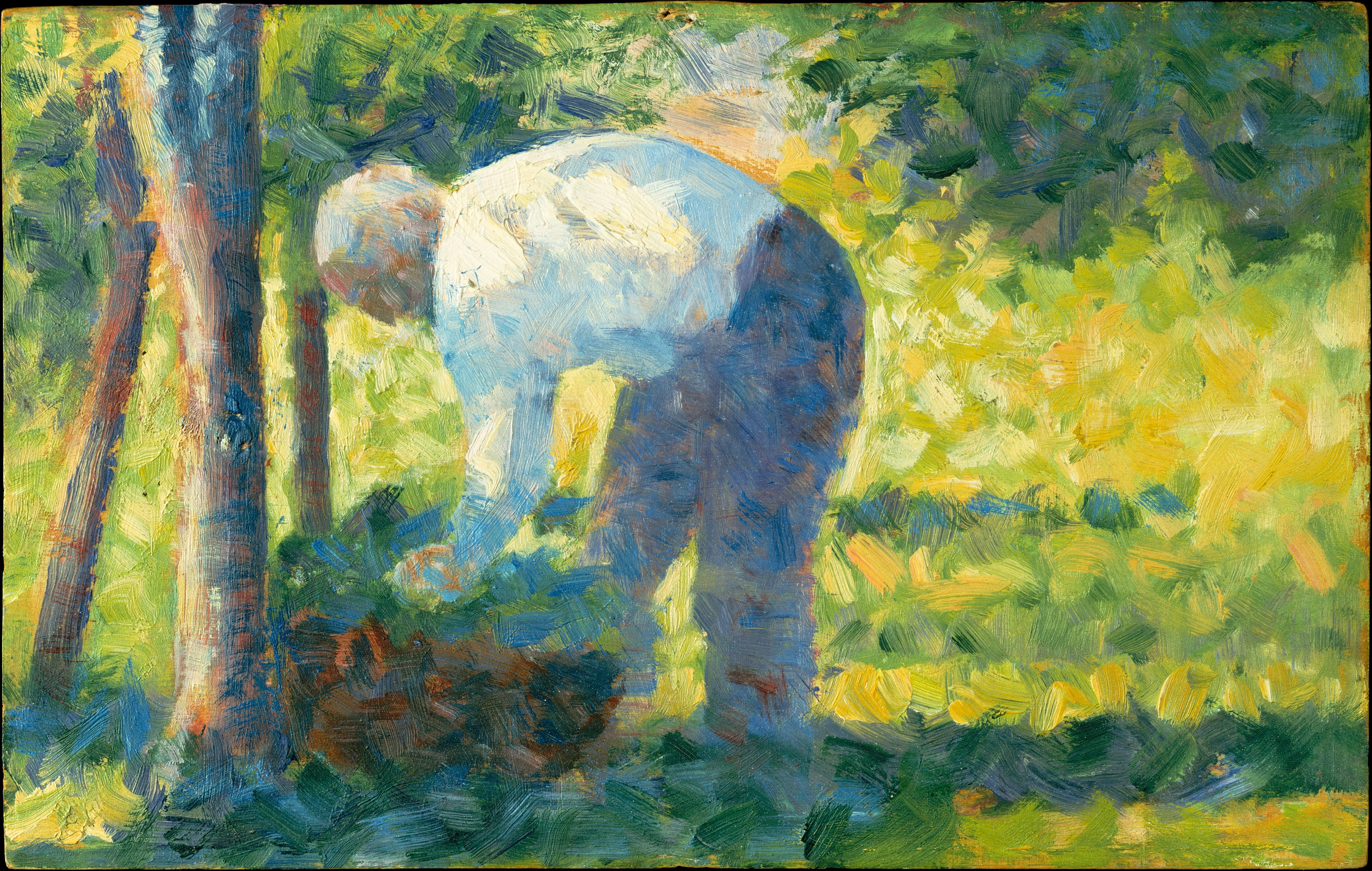
The Gardener
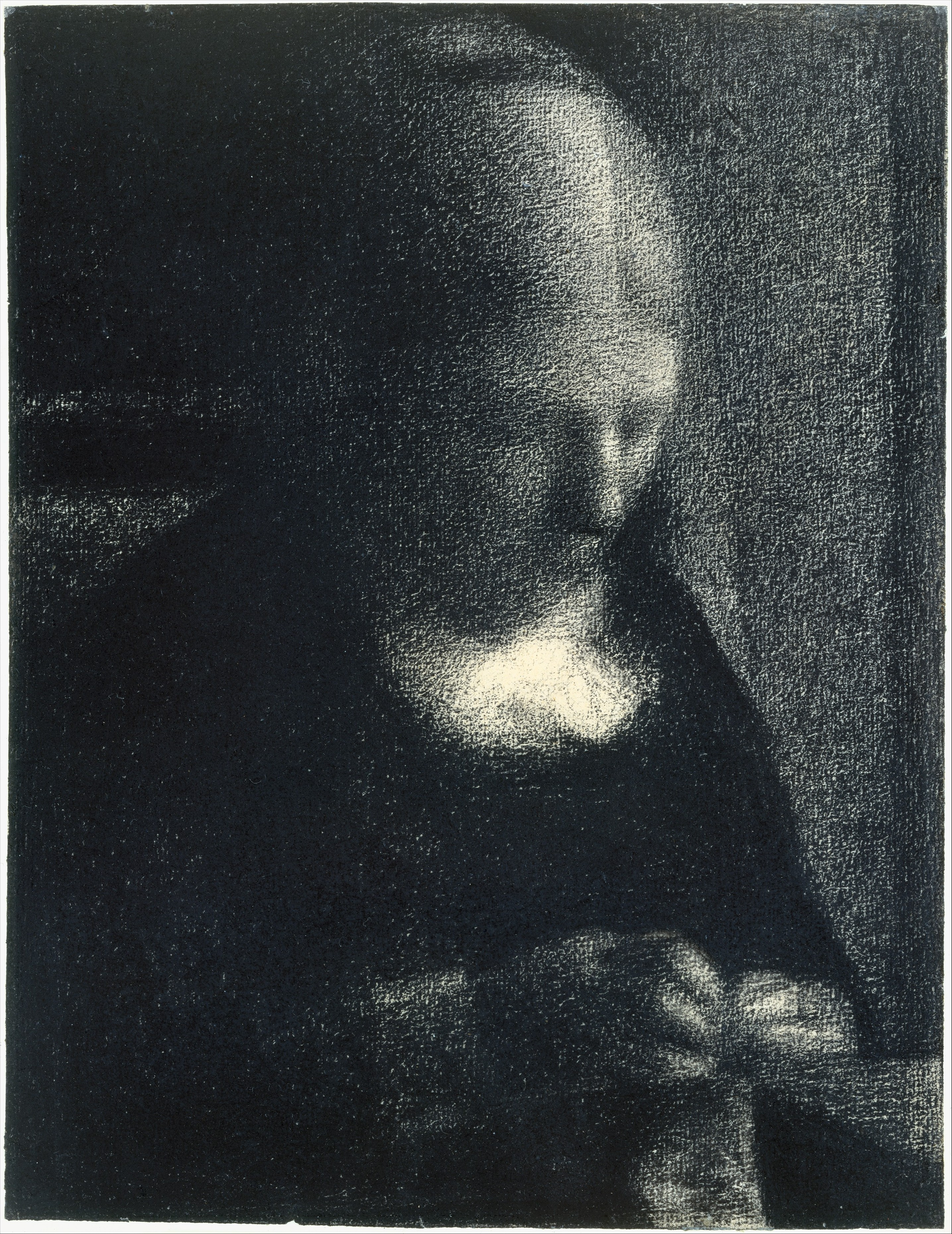
Embroidery; The Artist's Mother

## روابط خارجية
- جورج سورا على موقع الموسوعة البريطانية (الإنجليزية)
- جورج سورا على موقع ميوزك برينز (الإنجليزية)
- جورج سورا على موقع قاعدة بيانات برودواي على الإنترنت (الإنجليزية)
- جورج سورا على موقع إن إن دي بي (الإنجليزية)
- جورج سورا على موقع ديسكوغز (الإنجليزية)